# Bombardér

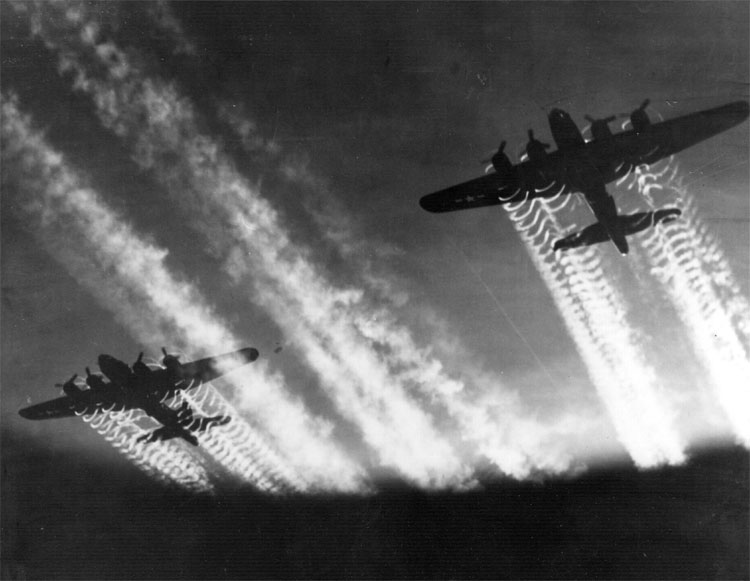
Dva letouny Boeing B-17 Flying fortress nad východní Evropou

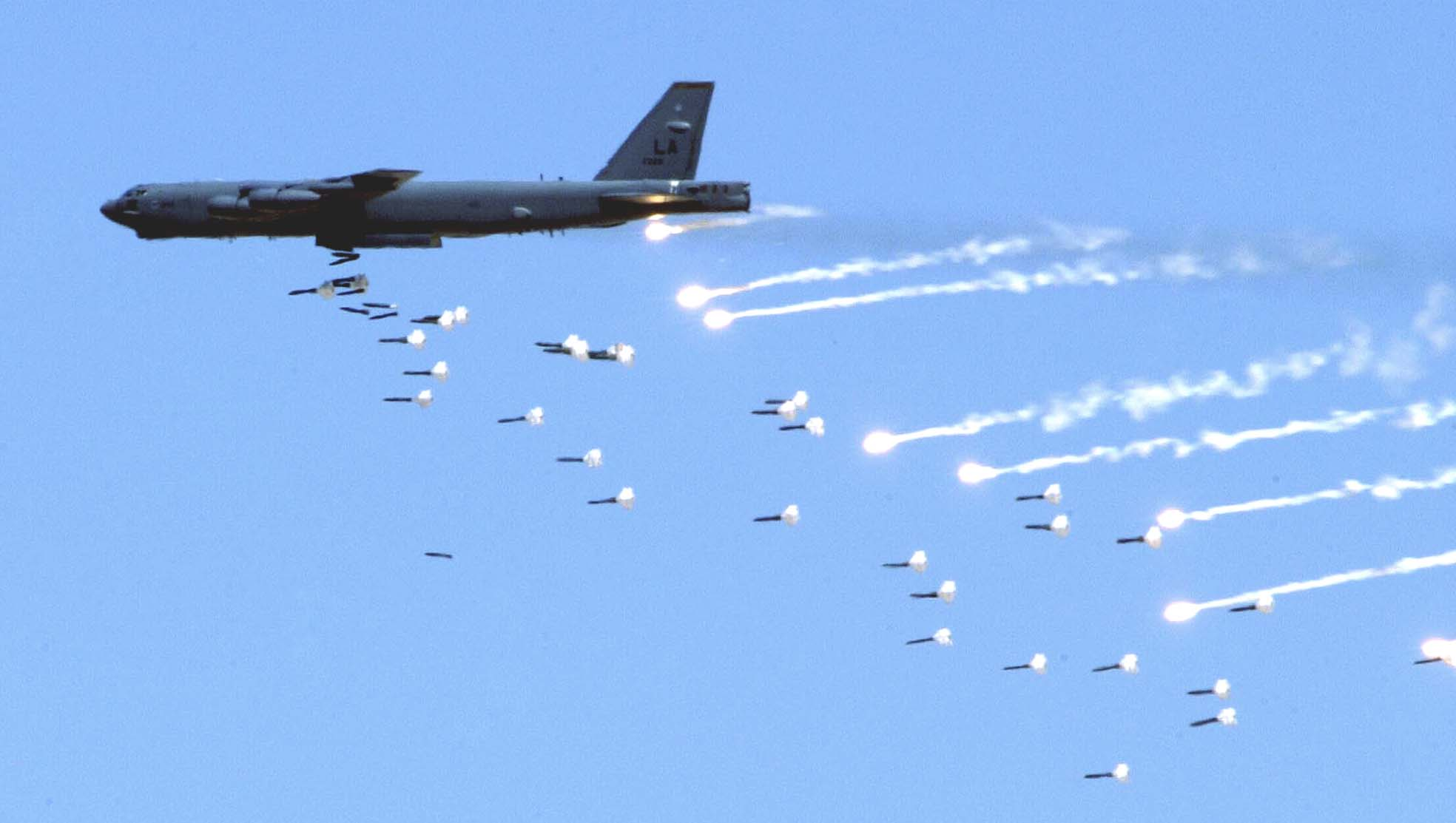
Strategický bombardér Boeing B-52 při cvičném bombardování 12. května 2005

Bombardér či bombardovací letoun je vojenský letoun určený k ničení pozemních cílů, 
obvykle shazováním bomb – bombardováním – nebo odpalováním střel vzduch–země.
Slovo bombardace pochází od jména Bombard. Bombard byl český salnitrník (výrobce střelného prachu).[zdroj?]
Na počátku první světové války se jako strategické bombardéry používaly vzducholodě. Německé vzducholodě prováděly nálety na Londýn, Varšavu a další města daleko od frontových linií. Během krátké doby ale tuto úlohu převzala letadla těžší vzduchu, jejichž výkony postupně rostly. První bombardér těžší vzduchu byl ruský Ilja Muromec, který byl vyráběn od roku 1913.[zdroj⁠?!]
Během 2. světové války byly používány bombardovací svazy o velikosti mnoha stovek letadel, schopné zcela zpustošit rozsáhlá území měst či průmyslových aglomerací. 

## Kategorie bombardérů
- Atomové bombardéry jsou nejúčinnější bombardéry a mohou nést atomové bomby, kterými mohou zničit obrovská území. Příklady: Boeing B-52 Stratofortress, Convair B-58 Hustler, nebo Dassault Mirage IV.

- Strategické bombardéry jsou primárně určeny pro údery na dlouhé vzdálenosti proti strategickým cílům jako jsou vojenské základny, průmyslové komplexy, dopravní a komunikační uzly ap. Mezi zástupce strategických bombardérů patří či patřily např.: Avro Lancaster, Boeing B-17 Flying Fortress, Boeing B-29 Superfortress, B-52 Stratofortress, Tupolev Tu-16, nebo Tupolev Tu-160.

- Taktické bombardéry jsou menší letouny pro operace na kratší vzdálenosti, typicky podporují pozemní jednotky na bojišti. Tuto roli mohou plnit letouny mnoha různých konstrukcí, včetně těch zmíněných níže.

- Střemhlavé bombardéry byly rozšířené především za druhé světové války. Svrhávaly pumy při klesání pod ostrým úhlem, nebo střemhlavém letu, což mělo zvýšit přesnost bombardování. Pro snížení rychlosti střemhlavého letu používaly aerodynamické brzdy. Příklady: Ju-87 Štuka, Curtiss SB2C Helldiver, Aiči D3A, nebo Douglas SBD Dauntless.

- Torpédové bombardéry byly určené k ničení lodí pomocí jimi nesených torpéd. Používaly se i jako klasické horizontální bombardéry. K cíli se obvykle přibližovaly během pomalého letu v nízké výšce. Příklady: Grumman TBF Avenger, Douglas TBD Devastator, Nakadžima B5N, nebo Fairey Swordfish.

- Bitevní letouny (či letouny pro přímou podporu pozemních vojsk) jsou určeny k napadání taktických cílů přímo na bojišti (např. tanků, koncentrací nepřátelských jednotek ap.). Příklady: Ju-87 Štuka, Il-2 Šturmovik, A-10 Thunderbolt II, Suchoj Su-25.

- Stíhací bombardéry jsou víceúčelové bojové letouny, které mohou (alespoň teoreticky) plnit jak úkoly vzdušného boje, tak napadat pozemní cíle. Příklady: Chengdu J-10, Hawker Typhoon, Suchoj Su-7, Republic F-105 Thunderchief, F/A-18 Hornet a Panavia Tornado.